# 王時齊
王時齊（1970年12月14日—），臺灣傳媒工作者。

## 學歷
- 高雄市私立道明中學國中部畢業
- 高雄市立高雄女子高級中學畢業
- 輔仁大學社會學系畢業

## 經歷
- 台灣新聞報記者
- 環球電視記者
- 聯合晚報記者
- ELLE雜誌國際中文版專欄作家
- 時報周刊專欄作家
- 2010台北市長選舉蘇貞昌競選總部新媒體總監

## 主持作品

### 曾播報或主持的節目
| 年份                          | 頻道           | 節目               | 備註                                       |
| 2010年1月1日                  | 快樂聯播網     | 《大秉包小餅》     | 主持人，與吳秉叡搭檔已停播                 |
| 2015年10月1日~2016年1月15日   | 寶島聯播網     | 《超級報報》       | 主持人                                     |
|                               | TVBS新聞台     | 《整點新聞》       |                                            |
|                               | 東森新聞台     |                    | 記者、主播、主持人、編輯中心副理           |
|                               | 東森新聞台     | 《選戰吉時樂》     |                                            |
|                               | 東森新聞台     | 《週六不聊政治》   | 與趙少康搭檔                               |
|                               | 東森新聞台     | 《新聞非常時期》   |                                            |
| 2007年12月3日~2008年3月21日   | 八大綜合台     | 《新聞孤狗》       |                                            |
| 2016年3月9日                  | 民視新聞台     | 《頭家來開講》     | 代班主持                                   |
| 2019年5月17日～2022年12月30日 | 寰宇新聞台灣台 | 《有評有據看台灣》 | 主持人                                     |
| 2023年9月3日~2024年2月4日     | 三立新聞台     | 《大選陪審團》     | 主持人，與周楷搭檔，每週日14:00～16:00播出 |
| 2023年 10月16日~2024年1月12日 | 鏡新聞         | 《大選鏡來講》     | 負責週二時段                               |
| 2024年3月2日～                | 三立新聞台     | 《54陪審團》       | 主持人，與周楷搭檔，每週六14:00～16:00播出 |

### 網路節目
- Yahoo TV《齊有此理》[2]
- 三立新聞網《94要客訴》主持人

## 出版作品

### 著作
| 年份   | 書名                   | 出版社   | ISBN            |
| 2006年 | 《吃一口男人的臭豆腐》 | 高寶國際 | ISBN 9867088530 |

## 個人生活
- 王時齊是臺灣外省人第二代，籍貫湖南湘鄉。[來源請求]
- 夫：立法院院長游錫堃之幕僚、考試院現任秘書長劉建忻[3]。
- 姐：王時思，為現任文化部政務次長。

## 外部連結
- 王時齊的Facebook專頁
- 文山志玲的X（前Twitter）